# Muchajjam Dbajja
Muchajjam Dbajja (arab. ‏مخيم ضبية‎) – obóz uchodźców palestyńskich w Libanie, położony w miejscowości Dbajja, około 12 km na północ od Bejrutu.
Został założony w 1956 roku przez UNRWA w celu zabezpieczenia uchodźców, którzy przybyli do Libanu po I wojnie izraelsko-arabskiej.
W 2023 roku znajdowało się w nim 4 636 osób.